# Dmitri Bivol
Dmitri Bivol (în rusă Дмитрий Юрьевич Бивол; n. 18 decembrie 1990, Tokmok, Republica Sovietică Socialistă Kirghiză, URSS) este un boxer profesionist rus care deține titlul WBA în categoria semigrea începând cu anul 2017. 
Începând cu mai 2022, Bivol este clasat pe locul al doilea cel mai bun boxer activ din lume, conform BoxRec, al optulea de către The Ring și ESPN și al nouălea de către TBRB. El este, de asemenea, clasat ca cel mai bun boxer în categoria semigrea de către The Ring și BoxRec și pe locul al doilea de către TBRB și ESPN.
A câștigat, de asemenea, medalia de aur la World Combat Games din 2013 la categoria 81 kg.

## Biografie
Tatăl său, Iurie, s-a născut în raionul Ialoveni, RSS Moldovenească,  în timp ce mama sa este etnic coreeană, născută în RSS Kazahă. Părinții săi s-au mutat în Kârgâzstan după ce au absolvit studiile și s-au căsătorit. Dmitri s-a născut și a crescut în Kârgâzstan și mai târziu, la vârsta de 11 ani, s-a mutat în Rusia.
A început boxul la vârsta de 6 ani în Tokmok. Ca copil a fost în mod natural mai mare și cântărea mai mult în comparație cu colegii săi. Drept urmare, câștiga băieți mult mai în vârstă în meciurile sale de amatori. Bivol a fost un amator decorat, câștigând 2 campionate mondiale la nivel de juniori (U-17), precum și o medalie de bronz la Campionatele Mondiale de Box pentru Tineret AIBA 2008 la categoria semimijlocie. Bivol a câștigat campionatele naționale de box amatori din Rusia în 2012 și 2014, în categorie semigrea. Recordul său ca amator este 268–15.

## Rezultate în boxul profesionist
| No. | Rezultat general | Record | Adversar                | Tip | Runda, timp   | Data              | Adversar                                                           | Note |
| --- | ---------------- | ------ | ----------------------- | --- | ------------- | ----------------- | ------------------------------------------------------------------ | --- |
| 25  | Victorie         | 24–1   | Artur Beterbiev         | MD  | 12            | 22 februarie 2025 | The Venue Riyadh Season, Riyadh, Arabia Saudită                    | Câștigă centurile WBA (Super), WBC, IBF, WBO, IBO și The Ring la categoria light-heavyweight                                                   |
| 24  | Înfrângere       | 23–1   | Artur Beterbiev         | MD  | 12            | 12 octombrie 2024 | Kingdom Arena, Riyadh, Arabia Saudită                              | Pierde centurile WBA (Super) și IBO la categoria light-heavyweight; Pentru centurile WBC, IBF, WBO, și The Ring la categoria light-heavyweight |
| 23  | Victorie         | 23–0   | Malik Zinad             | TKO | 6 (12), 2:06  | 1 iunie 2024      | Kingdom Arena, Riyadh, Saudi Arabia                                | Păstrează centurile WBA (Super) și IBO la categoria light-heavyweight                                                                          |
| 22  | Victorie         | 22–0   | Lyndon Arthur           | UD  | 12            | 23 decembrie 2023 | Kingdom Arena, Riyadh, Arabia Saudită                              | Păstrează centura WBA (Super) în categoria semigrea; Câștigă centura IBO în categoria semigrea                                                 |
| 21  | Victorie         | 21–0   | Gilberto Ramírez        | UD  | 12            | 5 noiembrie 2022  | Etihad Arena, Abu Dhabi, United Arab Emirates                      | A menținut titlul WBA (Super) în categoria semigrea                                                                                            |
| 20  | Victorie         | 20–0   | Canelo Álvarez          | UD  | 12            | 7 mai 2022        | T-Mobile Arena, Paradise, Nevada, SUA                              | A menținut titlul WBA (Super) în categoria semigrea                                                                                            |
| 19  | Victorie         | 19–0   | Umar Salamov            | UD  | 12            | 11 dec. 2021      | KRK Uralets, Ekaterinburg, Rusia                                   | A menținut titlul WBA (Super) în categoria semigrea                                                                                            |
| 18  | Victorie         | 18–0   | Craig Richards          | UD  | 12            | 1 mai 2021        | AO Arena, Manchester, Anglia                                       | A menținut titlul WBA (Super) în categoria semigrea                                                                                            |
| 17  | Victorie         | 17–0   | Lenin Castillo          | UD  | 12            | 12 oct. 2019      | Wintrust Arena, Chicago, Illinois, SUA                             | A menținut titlul WBA (Super) în categoria semigrea                                                                                            |
| 16  | Victorie         | 16–0   | Joe Smith Jr.           | UD  | 12            | 9 mar. 2019       | Turning Stone Resort Casino, Verona, New York, SUA                 | A menținut titlul WBA (Super) în categoria semigrea                                                                                            |
| 15  | Victorie         | 15–0   | Jean Pascal             | UD  | 12            | 24 noi. 2018      | Etess Arena, Atlantic City, New Jersey, SUA                        | A menținut titlul WBA (Super) în categoria semigrea                                                                                            |
| 14  | Victorie         | 14–0   | Isaac Chilemba          | UD  | 12            | 4 aug. 2018       | Etess Arena, Atlantic City, New Jersey, SUA                        | A menținut titlul WBA (Super) în categoria semigrea                                                                                            |
| 13  | Victorie         | 13–0   | Sullivan Barrera        | TKO | 12 (12), 1:41 | 3 mar. 2018       | The Theater at Madison Square Garden, New York City, New York, SUA | A menținut titlul WBA (Super) în categoria semigrea                                                                                            |
| 12  | Victorie         | 12–0   | Trent Broadhurst        | KO  | 1 (12), 3:00  | 4 noi. 2017       | Casino de Salle Medecin, Monte Carlo, Monaco                       | A menținut titlul WBA (Super) în categoria semigrea                                                                                            |
| 11  | Victorie         | 11–0   | Cedric Agnew            | TKO | 4 (10), 1:27  | 17 iun. 2017      | Mandalay Bay Events Center, Paradise, Nevada, SUA                  | |
| 10  | Victorie         | 10–0   | Samuel Clarkson         | TKO | 4 (12), 1:40  | 14 apr. 2017      | MGM National Harbor, Oxon Hill, Maryland, SUA                      | A menținut titlul interimar WBA (Super) în categoria semigrea                                                                                  |
| 9   | Victorie         | 9–0    | Robert Berridge         | TKO | 4 (12), 0:47  | 23 feb. 2017      | Nizhny Tagil Forum, Nijni Taghil, Rusia                            | A menținut titlul interimar WBA (Super) în categoria semigrea                                                                                  |
| 8   | Victorie         | 8–0    | Evgheni Mahteenko       | UD  | 10            | 29 oct. 2016      | Ekaterinburg Arena, Ekaterinburg, Rusia                            | |
| 7   | Victorie         | 7–0    | Felix Valera            | UD  | 12            | 21 mai 2016       | Palatul de gheață Hodînka, Moscova, Rusia                          | A câștigat titlul interimar WBA (Super) în categoria semigrea                                                                                  |
| 6   | Victorie         | 6–0    | Cleiton Conceição       | KO  | 4 (10), 2:24  | 18 feb. 2016      | The Hangar, Costa Mesa, California, SUA                            | |
| 5   | Victorie         | 5–0    | Jackson Junior          | TKO | 4 (10), 1:59  | 4 noi. 2015       | TatNeft Arena, Kazan, Rusia                                        | A câștigat titlul vacant WBO Inter-continental la categoria grea                                                                               |
| 4   | Victorie         | 4–0    | Felipe Romero           | KO  | 8 (8), 2:38   | 27 aug. 2015      | The Hangar, Costa Mesa, California, SUA                            | A câștigat titlul vacant de argint WBC-USNBC la categoria semigrea                                                                             |
| 3   | Victorie         | 3–0    | Joey Vegas              | KO  | 4 (8), 1:10   | 22 mai 2015       | Palatul Sporturilor Lujniki, Moscova, Rusia                        | |
| 2   | Victorie         | 2–0    | Konstantin Piternov     | TKO | 3 (6), 1:12   | 10 apr. 2015      | Palatul Sporturilor Lujniki, Moscova, Rusia                        | |
| 1   | Victorie         | 1–0    | Jorge Rodriguez Olivera | TKO | 6 (6), 1:44   | 28 noi. 2014      | Palatul Sporturilor Lujniki, Moscova, Rusia                        | |